# Wieża strażnicza w Rożniawie

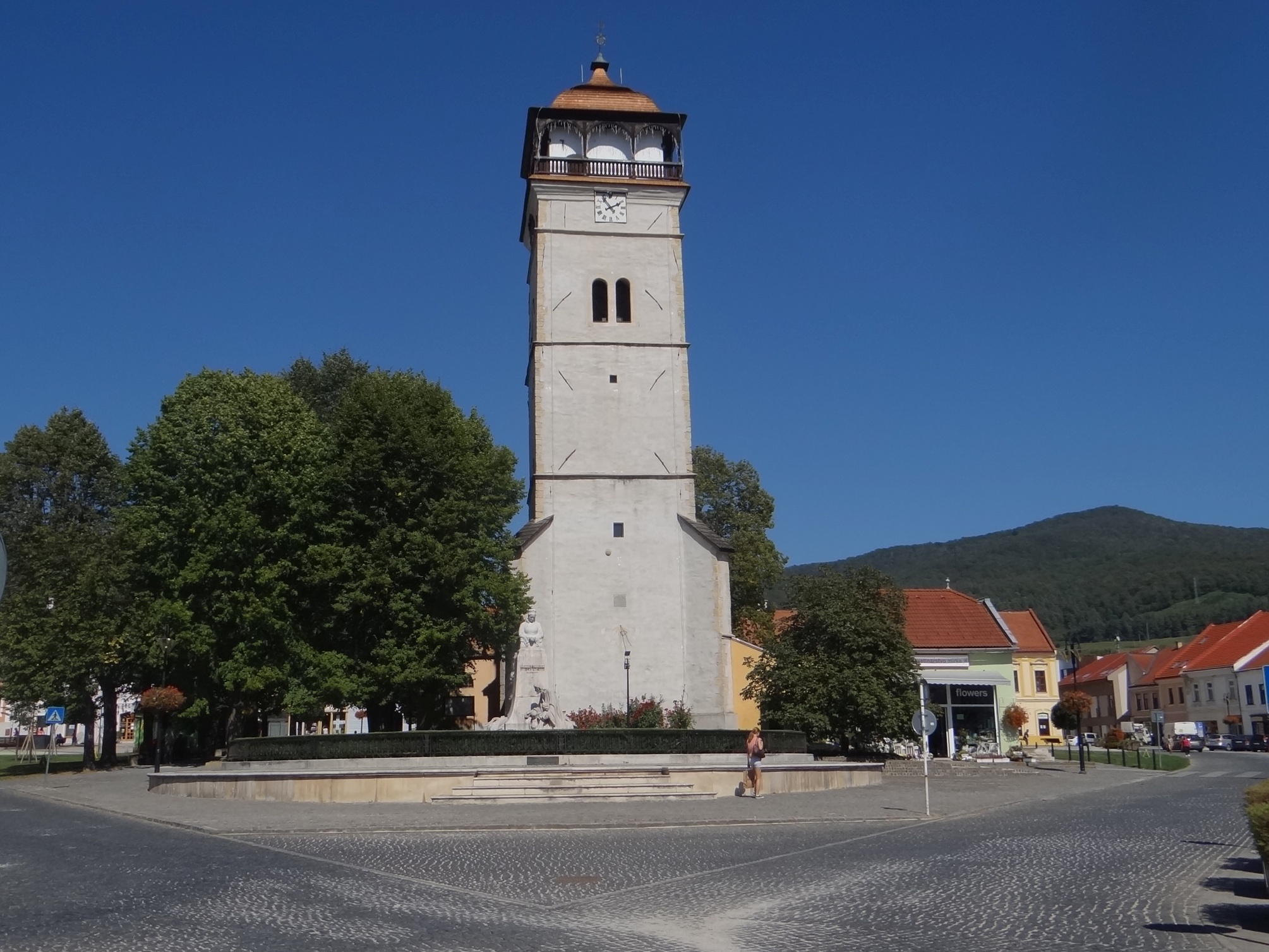
Wieża strażnicza z 1654 r.

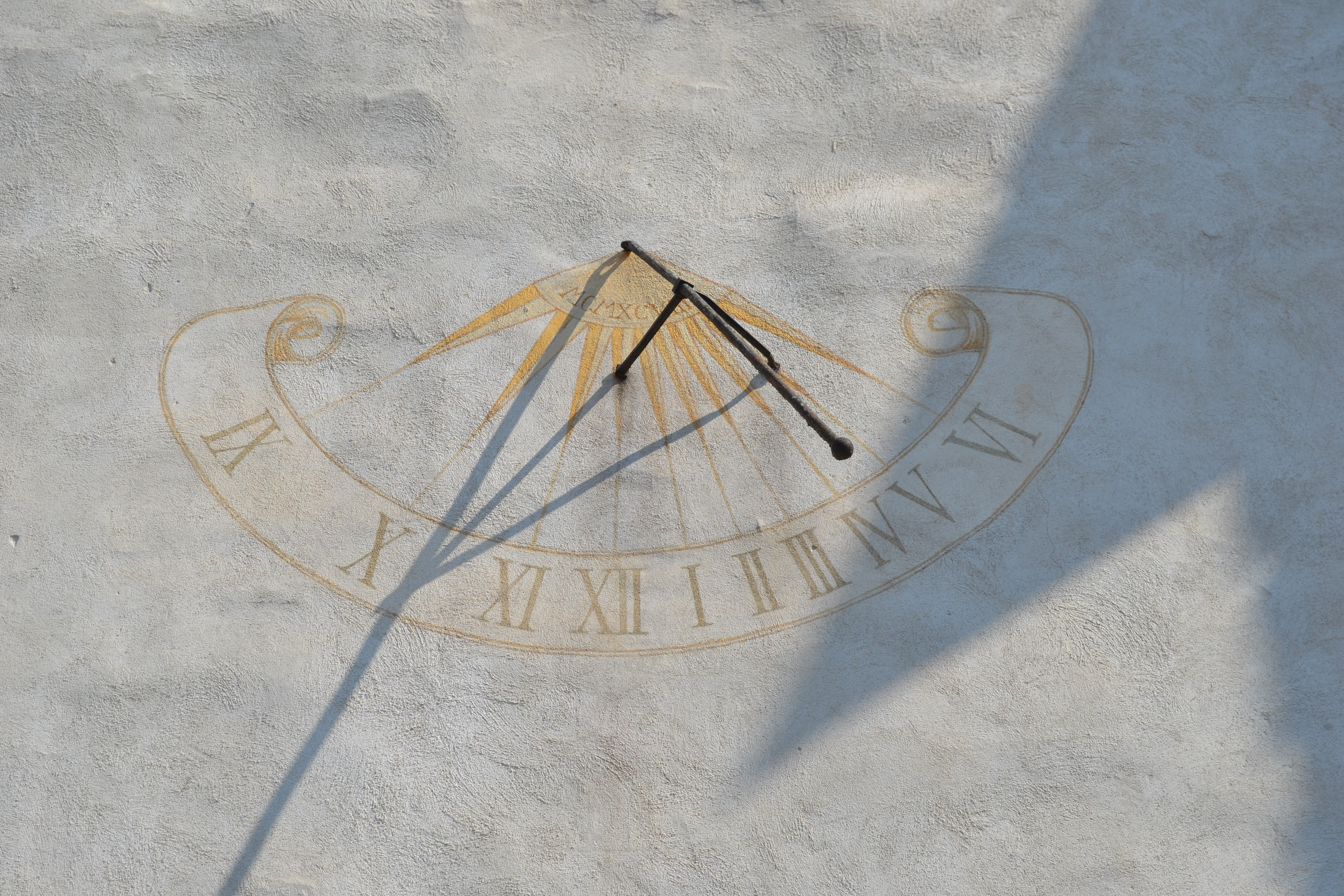
Zegar słoneczny na wieży

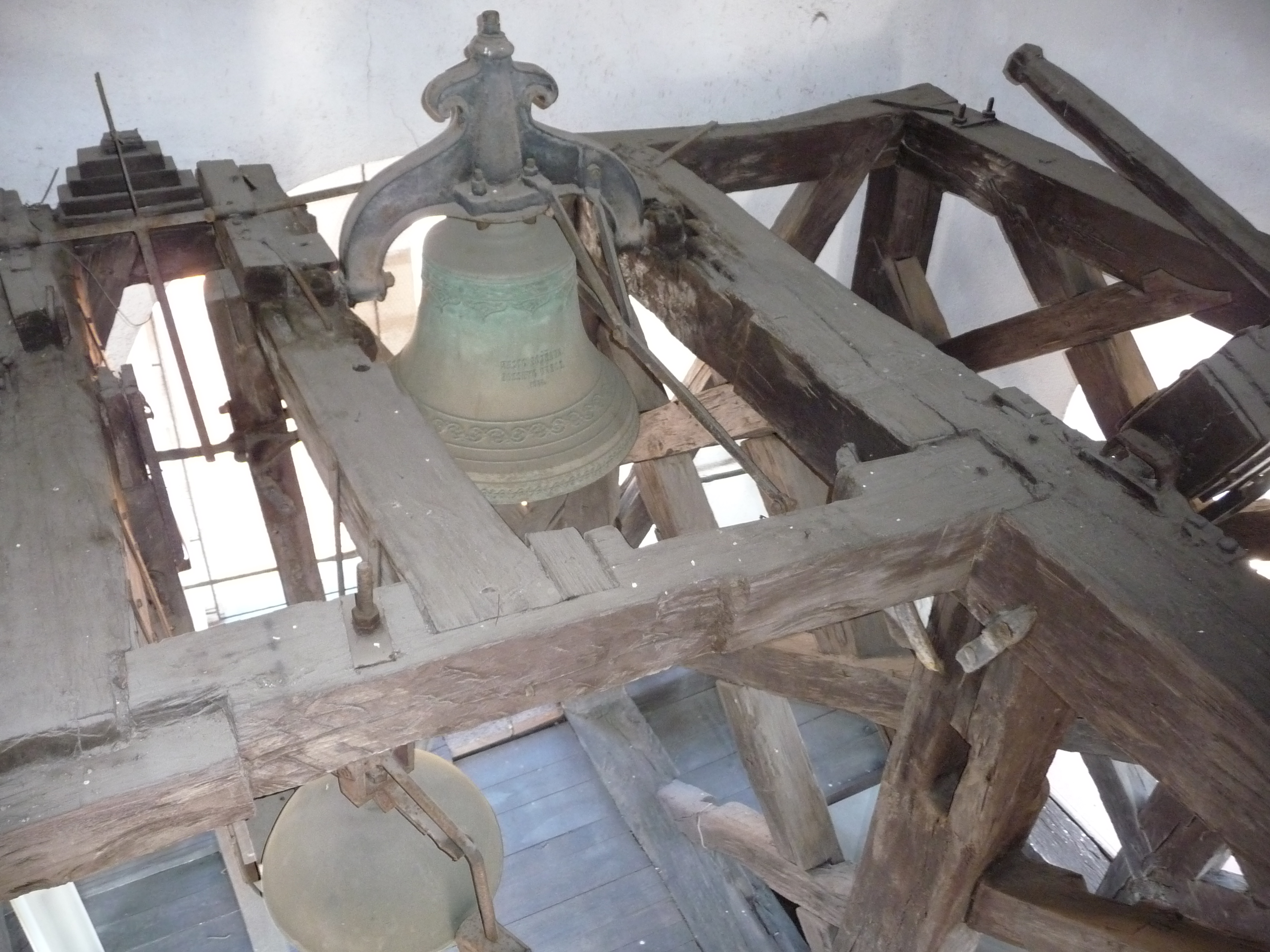
Historyczne dzwony na wieży

Wieża strażnicza w Rożniawie (słow. Strážna veža v Rožňave) – budowla w kształcie czworobocznej wieży, wznosząca się w centrum rynku (właściwie: Námestie baníkov – Plac Górników) w Rożniawie, w południowo-wschodniej Słowacji. Jej całkowita wysokość wynosi 36,5 m.
Budowę obecnej, późnorenesansowej wieży w miejsce starszej, gotyckiej, podjęto w obliczu zagrożenia tureckiego w roku 1643, za czasów wójta Martina Weiszera. Została dostawiona do budynku byłego ratusza i protestanckiej szkoły, który wznosił się w miejscu dzisiejszego kościoła św. Franciszka Ksawerego. Dokończona została dopiero w 1654 r., za czasów wójta Mateja Bakoša, przez spiskiego budowniczego Georga Gerscheuera i jego miejscowego pomocnika, Daniela Mosszena. Nigdy nie była formalnie wieżą ratusza - miała pełnić rolę strażnicy, z której prowadzono by obserwację otoczenia miasta i ostrzegano mieszkańców o zagrożeniu.
Wysoka na 36,5 m, murowana na rzucie kwadratu, ośmiokondygnacyjna wieża nakryta jest dachem namiotowym krytym gontem. Wokół najwyższej kondygnacji, na wysokości 28,2 m nad poziomem rynku, biegnie wywieszona poza lica murów galeria, podparta wydatnym gzymsem i otoczona drewnianą balustradą. Zarówno dach jak i galeria w obecnej postaci są wynikiem barokowej przebudowy, dokonanej po pożarze wieży w 1776 r. Na południowej fasadzie wieży znajduje się renesansowa tablica pamiątkowa z czasów budowy wieży: są na niej umieszczone data budowy, siedemnastowieczna forma herbu miejskiego oraz nazwiska obu ówczesnych wójtów. Powyżej niej w murze widoczna jest kamienna, turecka kula armatnia (wg tradycji utkwiła w nim w czasie ostrzału miasta przez Turków, w rzeczywistości zapewne wmurowano ją jako pamiątkę tamtych niebezpiecznych lat). Zegar słoneczny wykonał Juraj Gömöri z Rożniawy. Mechaniczny zegar na wieży pochodzi z roku 1858. Jego mechanizm w czasach swojej młodości uchodził za bardzo dokładny – dziś jest już tylko technicznym zabytkiem.
Cała wieża była w 1997 r. poddana remontowi w celu udostępnienia jej turystom. Pokonując 148 schodów można wejść na wspomnianą galerię, z której rozciąga się panorama, obejmująca Kotlinę Rożniawską i otaczające ją pasma górskie. Podczas kolejnego remontu w 2016 r. wymienione zostało pokrycie dachu i instalacja odgromowa oraz wzmocniony gzyms podtrzymujący galerię.